# Масаші Накаґоме
Масаші Накаґоме (Masashi Nakagome, нар. 3 листопада 1966, Японія) — японський дипломат, Надзвичайний і Повноважний Посол Держави Японія в Україні з жовтня 2024.

## Життєпис
Народився 3 листопада 1966 року в місті Кавасакі. У 1989 році отримав диплом бакалавра права Університету Хітоцубаші.
З 1989 року на дипломатичній службі в Міністерстві закордонних справ Японії.
З 2003 року радник Посольства Японії в Сінгапурі.
З 2006 року перший заступник директора відділу управління та координації секретаріату міністра.
З 2008 року Директор Відділу міжнародної співпраці в інтересах миру Бюро зовнішньої політики.
З 2010 року Головний старший координатор зовнішньої політики, відділ координації політики, бюро зовнішньої політики.
З 2011 року Директор Другого відділу Близького Сходу, Бюро у справах Близького Сходу та Африки.
З 2012 року Директор відділу договорів Бюро з міжнародних правових питань.
З 2012 року Виконавчий помічник Міністра закордонних справ.
З 2017 заступник помічника міністра та директор першого відділу Близького Сходу, Близький Схід і Бюро у справах Африки.
З 2017 Заступник помічника Міністра та Директор Департаменту європейської політики, Бюро європейських справ.
З 2018 року Міністр Постійного представництва Японії при Міжнародній організації в Женеві.
З 2020 року Радник Секретаріату Кабінету міністрів Японії.
З 2021 року Виконавчий секретар Прем'єр-міністра Японії.
З серпня 2022 року Помічник міністра, Генеральний директор Бюро з європейських справ Міністерство закордонних справ Японії.
З жовтня 2024 року — Надзвичайний і Повноважний Посол Японії в Україні.
21 жовтня 2024 року вручив копії вірчих грамот заступнику міністра закордонних справ України Євгену Перебийносу.
12 листопада 2024 року — вручив вірчі грамоти Президенту України Володимиру Зеленському
23 січня 2025 року- відвідав Гімназію № 315 з поглибленим вивченням іноземних мов,  м.Київ.